# Cratichneumon pteridis
Cratichneumon pteridis là một loài tò vò trong họ Ichneumonidae.